# The Country Girl (film 1915 Sullivan)
The Country Girl è un cortometraggio muto del 1915 diretto da Frederick Sullivan.

## Produzione
Il film fu prodotto dalla Thanhouser Film Corporation.

## Distribuzione
Distribuito dalla Mutual Film, uscì nelle sale cinematografiche USA il 15 giugno 1915.